# Ranstadt
Ranstadt este o comună din districtul Wetteraukreis, landul Hessa, Germania. Ranstadt se află 40 de km nord-est de Frankfurt pe Main și 15 de km nord-vest de Büdingen. Prin comuna curge pârâul Laisbach.

## Geografie

### Comune vecinate
Ranstadt este delimitat în nord de orașul Nidda, în est de orașul Ortenberg, în sud-est de comuna Glauburg, în sud de orașul Florstadt și în vest de comuna Reichelsheim și de comuna Echzell (toți se află la fel ca Ranstadt în districtul Wetteraukreis).

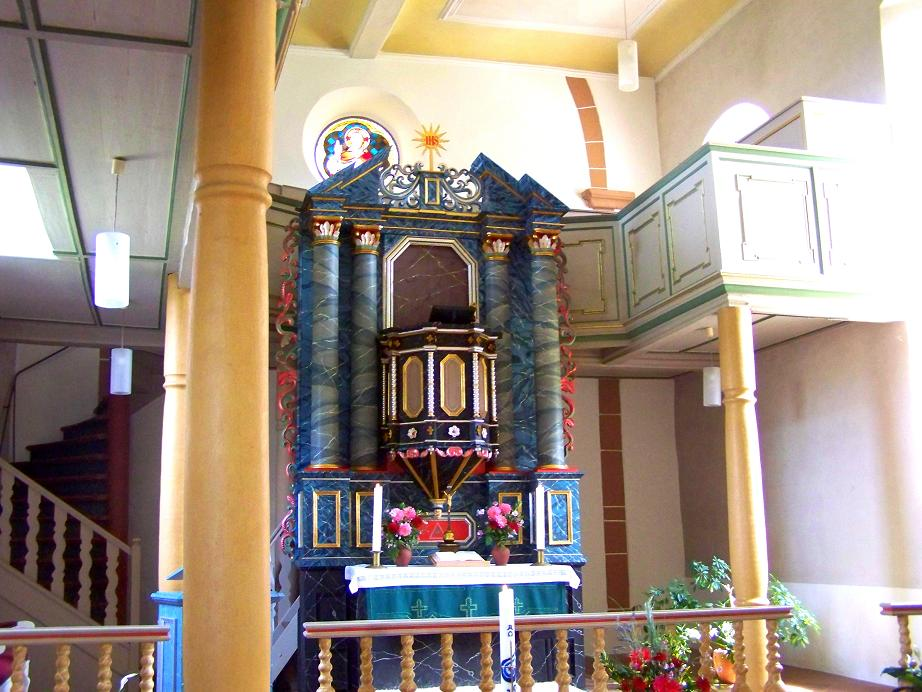
Altraul de biserica în Ober-Mockstadt

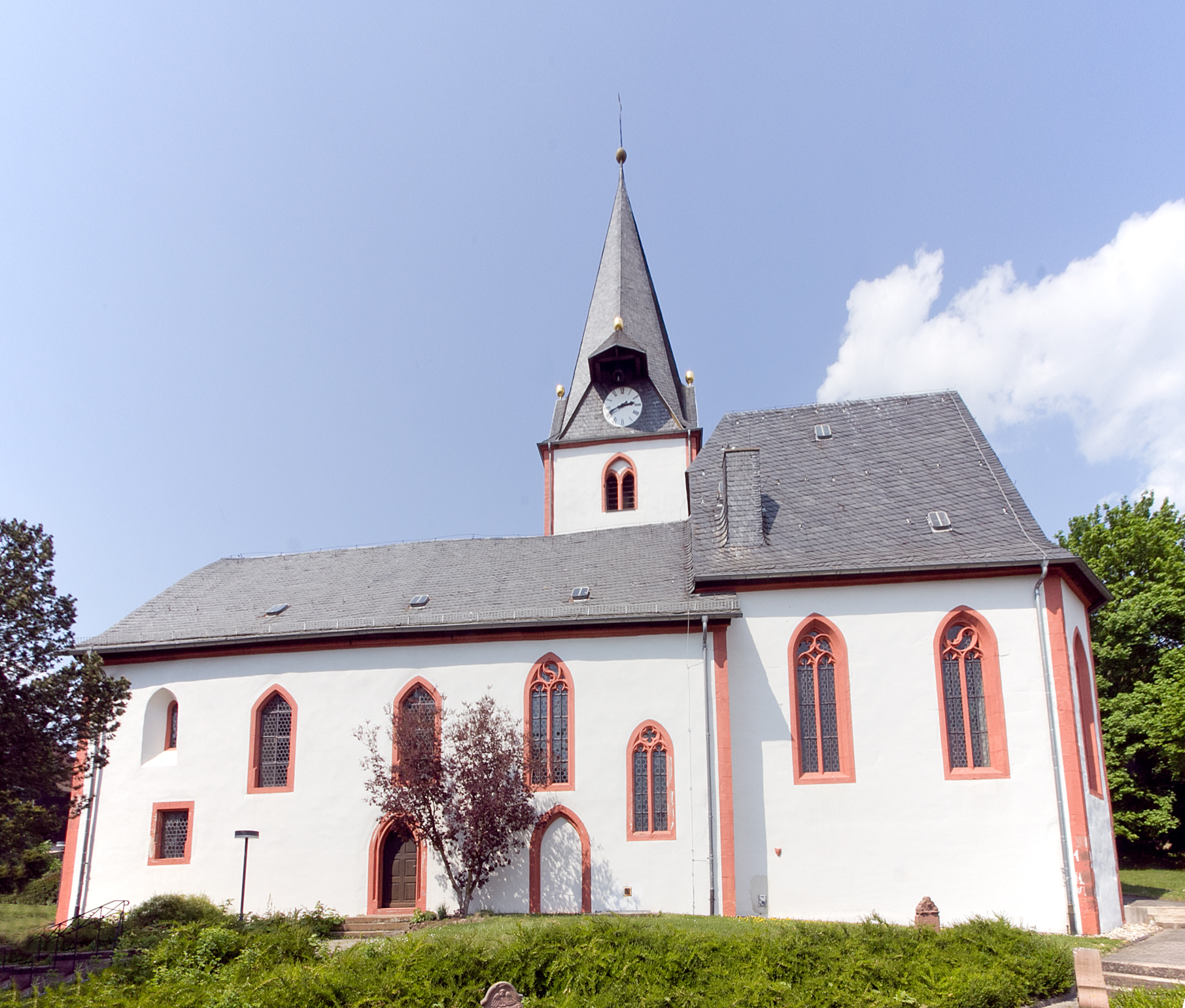
Biserica în Dauernheim

### Subdiviziuni
Comuna Ranstadt este subîmpărțită în cinci cartiere: Bellmuth, Bobenhausen I, Dauernheim, Ober-Mockstadt și Ranstadt.

## Istorie
- Ranstadt a fost documentat pentru prima oară în 870 d.Hr., Dauernheim în 782 și Ober-Mockstadt în 950. [2]
- Comuna "Ranstadt" s-a format în 1972 prin o reformă rurală în landul Hessa.

## Politică

### Alegeri comunale
Rezultatul alegerilor comunale de la 27. martie 2011:, 
| Partid                      | Partid                                      | % 2011 | Consilieri 2011 | % 2006 | Consilieri 2006 | % 2001 | Consilieri 2001 |
| SPD                         | Sozialdemokratische Partei Deutschlands     | 49,6   | 12              | 37,4   | 12              | 39,3   | 12              |
| CDU                         | Christlich Demokratische Union Deutschlands | 26,1   | 6               | 29,7   | 9               | 25,9   | 8               |
| FWG                         | Freie Wählergemeinschaft Ranstadt           | 14,4   | 3               | 27,2   | 8               | 27,5   | 9               |
| GRÜNE                       | Bündnis 90/Die Grünen                       | 9,8    | 2               | 5,7    | 2               | 7,4    | 2               |
| Total                       | Total                                       | 100,0  | 23              | 100,0  | 31              | 100,0  | 31              |
| Participare la alegeri în % | Participare la alegeri în %                 | 52,9   | 52,9            | 51,8   | 51,8            | 57,7   | 57,7            |

### Primar
Rezultatele alegerilor de primar în Ranstadt:
| An                          | Candidat                    | Partid       | Rezultat în % |
| 27.09.2009                  | Cäcilia Reichert Dietzel    | SPD          | 65,2          |
| 27.09.2009                  | Bernd Stiebeling            | FWG Ranstadt | 34,8          |
| Participare la alegeri în % | Participare la alegeri în % | 83,0         | 83,0          |
| 28.09.2003                  | Erhard Landmann             | independent  | 75,6          |
| 28.09.2003                  | Christian Seitz             | SPD          | 24,4          |
| Participare la alegeri în % | Participare la alegeri în % | 58,5         | 58,5          |
| 06.07.1997                  | Erhard Landmann             | independent  | 52,8          |
| 06.07.1997                  | Wolfgang Schneider          | SPD          | 34,9          |
| 06.07.1997                  | Reinhard Klee               | GRÜNE        | 12,3          |
| Participare la alegeri în % | Participare la alegeri în % | 74,5         | 74,5          |

## Obiective turistice
- Biserica în Ober-Mockstadt
- Primăria în Ranstadt

## Infrastructură
Prin Ranstadt trec drumurile naționale B 275 (Lauterbach - Bad Schwalbach) și B 457 (Gießen - Gründau), drumurile landului L 3184 și L 3187 și autostrada A 45 (Dortmund - Aschaffenburg). Cea mai aproape ieșire este ieșirea Florstadt.

### Transporturi publice
Prin comuna Ranstadt trece linia de cale ferată RB 36 („Lahn-Kinzig-Bahn”: Gelnhausen - Gießen). Pe suprafața orașului se oprește la stația:
- Ranstadt